# Psebena pascoei
Psebena pascoei là một loài bọ cánh cứng trong họ Cerambycidae.